# Raja herwigi
Raja herwigi (лат.) — вид хрящевых рыб из семейства ромбовых скатов отряда скатообразных. Обитают в тропических водах центрально-восточной части Атлантического океана между 17° и 15° с. ш. Встречаются на глубине до 102 м. Их крупные, уплощённые грудные плавники образуют диск в виде ромба со слегка выступающим рылом. Максимальная зарегистрированная длина 55 см. Откладывают яйца. Не являются объектом целевого промысла.

## Таксономия
Впервые вид был научно описан в 1965 году. Голотип представляет собой самца длиной 42,1 см, пойманного у берегов Кабо Верде (15°59′ с. ш. 22°41′ з. д.) на глубине 50—70 м.

## Ареал
Эти демерсальные скаты обитают в восточной Атлантике у берегов Кабо-Верде. Встречаются на континентальном шельфе и в верхней части материкового склона на глубине от 50 до 102 м.

## Описание
Широкие и плоские грудные плавники этих скатов образуют диск в виде ромба со слегка выступающим кончиком рыла и закруглёнными краями. На вентральной стороне диска расположены 5 жаберных щелей, ноздри и рот. На длинном хвосте имеются латеральные складки. Хвост приплюснутый, с двумя спинными плавниками и слаборазвитым хвостовым плавником. Дорсальная поверхность диска лишена шипов за исключением рострума, края глазных орбит и узкой полосы вдоль средней линии в средней трети диска. Орбитальные колючки разделены. На каждом плече имеется по шипу. От затылка до первого спинного плавника пролегает срединный ряд колючек. Между спинными плавниками имеется 1-2 шипа. Вентральная поверхность гладкая. По обе стороны хвоста расположены параллельные ряды шипов. Имеются маларные шипы с основанием в виде звезды. Окраска дорсальной поверхности ровного коричневого цвета с «глазками» на грудных плавниках. Максимальная зарегистрированная длина 55 см.

## Биология
Подобно прочим ромбовым эти скаты откладывают яйца, заключённые в жёсткую роговую капсулу с выступами на концах. Эмбрионы питаются исключительно желтком. Рацион взрослых особей состоит из ракообразных и костистых рыб.

## Взаимодействие с человеком
Эти скаты не являются объектом целевого промысла. Международный союз охраны природы еще не присвоил виду охранного статуса.